# Aldo Crivelli

Aldo Crivelli (1970)

Aldo Crivelli (* 18. Juni 1907 in Chiasso; † 12. Juli 1981 in Locarno) war ein Schweizer Maler, Archäologe und Journalist.

## Leben
Aldo Crivelli war Sohn des Bernardino von Ponte Tresa und der Angioletta Pellini. Nach dem Abschluss des Lehrerseminars in Locarno 1929 studierte er an der Scuola delle Arti in Monza, wo er in Dekorativer Kunst diplomiert wurde. Durch Ausgrabungen im Kanton Tessin bildete er sich zum Archäologen aus und veröffentlichte 1943 den Atlante preistorico e storico della Svizzera italiana, die erste Übersicht über die Fundstätten auf Tessiner Gebiet. Er unterrichtete an kantonalen Berufsschulen bis 1944.
Crivelli gründete 1938 die Rivista Storica Ticinese, die bis 1946 publiziert wurde. Als Journalist schrieb er unter den Pseudonymen Lallo Vicredi, Settebello und Gavroche regelmässig in Zeitungen und Zeitschriften. Von 1944 bis 1961 war er kantonaler Inspektor der Museen und der archäologischen Stätten und ab 1958 kantonaler Denkmalpfleger. Er leitete zahlreiche Ausgrabungen in den prähistorischen und römischen Nekropolen in Muralto, Giubiasco und in der Valle Leventina.
Crivelli publizierte mehrere Bücher und Artikel über Kunst und Archäologie, unter anderem solche über Tessiner Künstler.
Selbst als Maler und Forscher aktiv, verfasste er die zwei Bücher Architetti Beretta da Brissago (1934) und Artisti ticinesi (4 Bände, 1966–1971). Er nahm an verschiedenen Gemeinschaftsausstellungen teil und wurde 1975 mit einer Einzelausstellung in Locarno gefeiert. Heute wird sein künstlerisches Erbe in der Fondazione Museo Mecrì in Minusio aufbewahrt, die regelmässig thematische Ausstellungen organisiert.

## Werke
- Atlante preistorico e storico della Svizzera italiana. Istituto Editoriale Ticinese (IET), Bellinzona 1943.
- La carta del periodo barbarico. In: Rivista storica ticinese. Bellinzona 1945, S. 1034–1037.
- Documenti Langobardi. In: Rivista storica ticinese. Bellinzona 1945, S. 1063–1068.
- Antèlamo, Antelago, Intèlavo e Castro Axongia. In: Rivista storica ticinese. Bellinzona 1945, S. 1019–1022.
- Le carte private del medioevo durante il periodo barbarico. In: Rivista storica ticinese. Bellinzona 1946, S. 1173–1194.
- L’art renaissant en Suisse. [Éditions d’art Lucien Mazenod aux Èditions contemporaines], Genève 1947.
- Artisti ticinesi in Russia: catalogo critico. Unione di Banche Svizzere, Locarno 1966.
- Artisti ticinesi dal Baltico al Mar Nero: Svezia, Polonia, Cecoslovacchia, Austria, Jugoslavia, Ungheria, Romania, Turchia: catalogo critico. Unione di Banche Svizzere (UBS), Locarno 1969.
- Cronologia protostorica della Valpadana dal IV al I sec. a. C. In: Rivista archeologica dell’antica provincia e diocesi di Como. Bd. 152/155, Como 1970, S. 427–448.
- Artisti ticinesi in Europa: Germania, Danimarca, Inghilterra, Olanda, Belgio, Svizzera, Francia, Spagna. Catalogo critico. Schweizerische Bankgesellschaft, Unione di Banche Svizzere, Locarno 1970.
- Artisti ticinesi in Italia: e appendice con gli artisti ticinesi oltre i mari: catalogo critico. Schweizerische Bankgesellschaft: Unione di Banche Svizzere, Locarno 1971.
- La revisione della necropoli di Giubiasco. In: Studi Aristide Calderini. Como 1971, S. 287–309.
- I vetri romani di Locarno. Alberti Libraio, Intra 1979.